# Creusot Long Tom
A Creusot Long Tom egy 155 mm-es tüzérségi ágyú, amelyet a franciaországi Le Creusot-ban gyártott a Schneider et Cie. Az ágyút tábori lövegként használták a búrok a második búr háborúban.

## Második búr háború

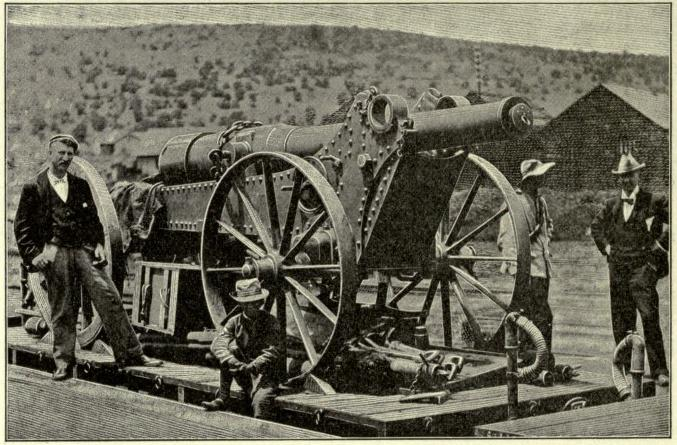
Egy Long Tom, úton Kimberley alá.

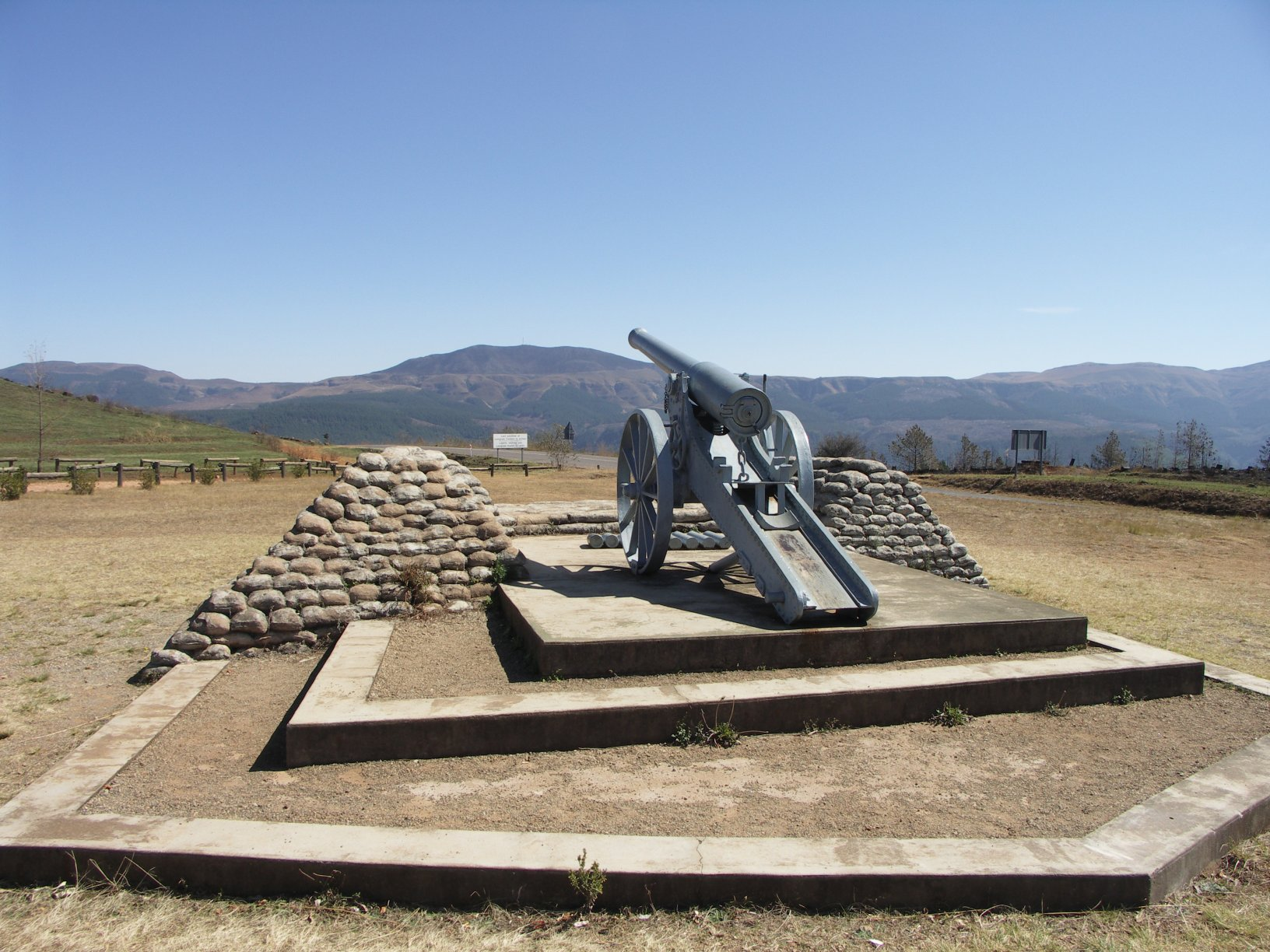
Egy Long Tom replika a Sabie és Lydenburg közti Long Tom hágón.

1897-ben a Transvaal Köztársaság négy darab ágyút vásárolt a Pretoria környéki erődökbe, 4000 darab hagyományos, szintén 4000 darab repesz, és 800 darab kartács lövedékkel együtt.
A második búr háború alatt az ágyúkat kivezényelték; és mint tábori illetve ostrom lövegek szolgáltak Vaal Krantz, Ladysmith, Mafeking, Kimberley és Bergendal alatt. A háború kezdeti szakaszában ezek a fegyverek biztosították a búrok fölényét, mivel messzebbre hordtak, mint bármely más Dél-Afrikában állomásozó brit löveg abban az időben. A muníció kimerülése után az ágyúkat egyesével megsemmisítették, nehogy azok a britek kezébe kerüljenek.
Long Tom lövedékeket építettek be a kimberley-i Honoured Dead Memorial emlékműbe, ezzel emlékezve a város védelmében elesettekre. A lövedékek körbe veszik a Long Cecilt, azt az ágyút amely megépülésével hozzájárult a búr Long Tom ágyúk sietős odaszállításához.
Az eredeti ágyúk másolatai különböző Dél-afrikai helyszíneken láthatóak, beleértve A pretoriai Klapperkop erődöt, a Mpumalanga-i Long Tom hágót, a bloemfonteini War Museum of the Boer Republics múzeumot, valamint Ladysmith városházáját.

## Fordítás
- Ez a szócikk részben vagy egészben  a(z)   155 mm Creusot Long Tom című angol Wikipédia-szócikk fordításán alapul.  Az eredeti cikk szerkesztőit annak laptörténete sorolja fel. Ez a jelzés csupán a megfogalmazás eredetét és a szerzői jogokat jelzi, nem szolgál a cikkben szereplő információk forrásmegjelöléseként.